# Marietta
Marietta  (лат.) — род паразитических наездников надсемейства хальцид (Aphelininae). Встречаются всесветно. Около 20 видов. На Дальнем Востоке России 2 вида.

## Описание
Длина около 1 мм. Тело с тёмными отметинами. Усики самок состоят из 6 члеников (1,1,3,1), а у самцов — из 5-6 члеников. Переднеспинка и бока среднегруди цельные. Паразитируют (в качестве вторичных паразитов, гиперпаразитоиды) на кокцидах (Coccoidea, Diaspididae, Coccidae и другие) или на листоблошках (Psylloidea) и некоторых других насекомых (тлей, мух-серебрянок).
- Marietta albocephala Hayat, 1986
- Marietta asaphia Annecke & Insley, 1972
- Marietta busckii (Howard, 1907)
- Marietta carnesi (Howard 1910)
- Marietta connecta Compere, 1936
- Marietta dozieri Hayat, 1986
- Marietta ghesquieri Yasnosh, 1973
- Marietta graminicola Timberlake, 1925
- Marietta hispida Annecke & Insley, 1972
- Marietta intermedia Annecke & Insley, 1972
- Marietta karakalensis Myartseva, 1995 (Туркмения)[2]
- Marietta leopardina Motschulsky, 1863[3]
- Marietta marchali Mercet,1929
- Marietta mexicana (Howard, 1895)[4]
- Marietta montana Myartseva & Ruíz-Cancino, 2001[5]
- Marietta nebulosa Annecke & Insley,1972
- Marietta picta (André, 1877)
- Marietta pulchella (Howard, 1881)
- Marietta taeniola Annecke & Insley,1972
- Marietta timberlakei Hayat, 1986